# Station Strzegom
Station Strzegom is een spoorwegstation in de Poolse plaats Strzegom.